# Suca delicata
Suca delicata är en insektsart som beskrevs av Navás 1921. Suca delicata ingår i släktet Suca och familjen myrlejonsländor. Inga underarter finns listade i Catalogue of Life.